# Matia Bazar (Profili musicali)
Matia Bazar (Profili musicali) è una raccolta dei Matia Bazar, pubblicata dall'etichetta discografica Dischi Ricordi su LP (catalogo SRIC 025) nel 1982.

## Descrizione
Distribuito esclusivamente in edicola (con la rivista settimanale "TeleSette"), è il 25° numero della collana economica "Profili Musicali - Autori e interpreti della Canzone Italiana" pubblicata dall'etichetta Ricordi.
La raccolta non compare nella discografia ufficiale del gruppo ed è riportata solo in poche altre.
Nella confezione del disco è inserito un libretto fotografico e biografico; sulla copertina apribile dell'album, sia al recto sia al verso, la stessa fotografia del gruppo e, all'interno, nella contro copertina, un articolo firmato Luisa Contarini.
Tutte le canzoni sono pubblicate su licenza della Ariston Records, nessun inedito, né singolo estratto.

## Tracce
L'anno indicato è quello di pubblicazione dell'album che contiene il brano.
Lato A
1. Solo tu (testo: Aldo Stellita – musica: Piero Cassano, Carlo Marrale) – 1977
2. Stasera che sera (testo: Aldo Stellita – musica: Piero Cassano, Carlo Marrale) – 1976
3. Per un minuto e poi... (testo: Aldo Stellita – musica: Piero Cassano, Carlo Marrale) – 1977
4. Ancora un po' di te (testo: Giancarlo Golzi, Aldo Stellita – musica: Antonella Ruggiero, Piero Cassano, Carlo Marrale) – 1978

Lato B
1. Tu semplicità (testo: Giancarlo Golzi, Aldo Stellita – musica: Antonella Ruggiero, Piero Cassano, Carlo Marrale) – 1978
2. Che male fa (testo: Aldo Stellita – musica: Piero Cassano, Carlo Marrale) – 1977
3. E dirsi ciao (testo: Giancarlo Golzi, Aldo Stellita – musica: Antonella Ruggiero, Piero Cassano, Carlo Marrale) – 1978
4. Il tempo del sole (testo: Giancarlo Golzi, Aldo Stellita – musica: Antonella Ruggiero, Piero Cassano, Carlo Marrale) – 1980

## Formazione
- Antonella Ruggiero - voce solista (eccetto 4), percussioni, batteria (4)
- Piero Cassano - tastiere, voce
- Carlo Marrale - chitarre, voce
- Aldo Stellita - basso
- Paolo Siani - batteria e percussioni in Stasera che sera [4][5]
- Giancarlo Golzi - batteria negli altri brani, voce solista in Ancora un po' di te (4)